# Coelurosaurichnus
Coelurosaurichnus tatricus (ichnotaxon, popsaný pouze jako stopa) byl pravděpodobné dvounohý dravý dinosaurus (teropod, vzdáleně podobný severoamerickému rodu Coelurosaurus – odtud název).

## Popis
Měřil pravděpodobně 2 až 3 metry na délku, byl tedy malým dinosaurem. Tříprstá stopa, patřící tomuto taxonu je jediným dokladem existence dinosaurů na území dnešní Slovenské republiky. Druhové jméno tatricus odkazuje na místo nálezu stopy, na úpatí Vysokých Tater.
V sousední České republice byla nalezena velmi podobná stopa na počátku 90. let u Červeného Kostelce. Navíc byla v roce 2003 objevena i fosilizovaná kost iguanodontida.